# Ernst-Hugo Järegård
Ernst-Hugo Alfred Järegård (Ystad, 12 dicembre 1928 – Lidingö, 6 settembre 1998) è stato un attore svedese.

## Biografia

### Vita privata
Nel 1950 Järegård sposò Karin Nordström; la coppia ebbe un figlio, Johannes.

### Personalità
Attore dalla vivace e istrionica personalità, amava essere al centro dell'attenzione, mettendo in evidenza la propria originalità. Apprezzava gli stilisti italiani ed era molto sofisticato riguardo al taglio e ai tessuti degli abiti. Interprete della vecchia scuola, sosteneva che un attore non rappresentava soltanto se stesso come personaggio pubblico ma anche il suo teatro e l'arte stessa nella sua complessità.
Nel suo commento inserito nella pubblicazione del DVD di Europa, von Trier racconta come fosse difficile lavorare con Järegård, come si arrabbiasse spesso o avesse pretese esagerate, come voler a tutti i costi stare in una determinata stanza di un particolare albergo di sua scelta. Narra anche come il bisogno di rubare la scena di Järegård fosse più forte di lui e che non poteva smettere di cercare di attrarre la macchina da presa su di sé anche quando era previsto che comparisse solo sullo sfondo di una scena. Il regista sostiene che alla fine si vide costretto ad "ammansire" l'attore svedese ricompensandolo con degli ottimi sigari quando si era comportato bene. In ogni caso parla di lui come del "caro Ernst-Hugo" e spiega come gli manchi terribilmente.
Una celebre frase di Järegård recita "Se mi sveglio di notte per andare a mangiare un panino, mi basta essere colpito da un singolo raggio di luce della lampadina del frigorifero per iniziare a recitare."

## Carriera
Fin dal 1962 fece parte della compagnia dell'illustre Kungliga Dramatiska Teatern, dove si produsse in un gran numero di apprezzate interpretazioni. Tra queste si ricordano l'eccentrico Hitler in Schweyk nella seconda guerra mondiale (1963) di Bertolt Brecht, Estragone nel celebre allestimento del 1966 di Aspettando Godot di Samuel Beckett, Tersite in Troilo e Cressida (1967) di Shakespeare, Orgone ne Il Tartufo (1971) di Molière, Hjalmar Ekdahl nell'allestimento del 1972 curato da Ingmar Bergman de L'anitra selvatica di Ibsen, Nerone in Britannico (1974) di Racine e Riccardo III nell'omonima tragedia di Shakespeare (1980).
Järegård aveva una particolare predisposizione per i personaggi malvagi e sinistri e si divertiva a interpretarli. Tuttavia come attore era in grado di esprimersi anche su toni lirici e delicati, come ad esempio fece nella produzione televisiva Hans Christian och sällskapet (in cui interpretò un prete di campagna che vive una terribile tragedia personale quando la moglie perde la ragione in seguito a un parto), o nell'adattamento televisivo di Frida och hennes vän di Birger Sjöberg, dove impersonava l'allegro e sognatore corteggiatore innamorato di Frida.
Era inoltre dotato per il canto (nella sua carriera interpretò molti spettacoli musicali), qualità che gli permise di affrontare con grande versatilità una vasta gamma di ruoli, come ad esempio quello di Guido nel primo allestimento in Europa continentale del musical Nine  (Oscarsteatern, Stoccolma, 1983). La sua voce chiara e originale (che manteneva tracce di un inconfondibile dialetto Skånska), lo rese anche un apprezzato doppiatore di cartoni animati per bambini e lettore di audiolibri. Molto popolari furono le sue registrazioni - originariamente fatte per la radio - de La fabbrica di cioccolato di Roald Dahl, Lo strano caso del dottor Jekyll e del signor Hyde di Robert Louis Stevenson e Pierino e il lupo di Sergej Prokof'ev. Prestò inoltre la voce al malvagio gatto Elaka Måns nei due film di animazione svedesi Pelle Svanslös e Peter senza coda in Americat.
Järegård salì alla ribalta internazionale solo verso la fine della carriera, con la sua interpretazione dell'eccentrico chirurgo Stig Helmer nelle mini-serie televisive Riget e Riget II dirette da Lars von Trier. Sempre da von Trier era stato diretto nel film Europa (1991). Oltre alle due serie di Riget, partecipò complessivamente a circa 20 film e 40 produzioni televisive.
Per il suo valore come attore gli furono assegnati nel 1967 il Premio Thalia e nel 1975 il Premio Eugene O'Neill, due dei più prestigiosi riconoscimenti della scena teatrale svedese.

## Filmografia parziale
- Raggargänget, regia di Ragnar Frisk (1962)
- Adam och Eva, regia di Åke Falck (1963)
- Svenska bilder, regia di Tage Danielsson (1964)
- Ön, regia di Alf Sjöberg (1966)
- Tvärbalk, regia di Jörn Donner (1967)
- Het snö, regia di Torbjörn Axelman (1968)
- Fimpen il goleador (Fimpen), regia di Bo Widerberg (1974)
- Corruzione in una famiglia svedese - Una manciata d'amore (En handfull kärlek), regia di Vilgot Sjöman (1974)
- Släpp fångarne loss, det är vår!, regia di Tage Danielsson (1975)
- Chez Nous, regia di Jan Halldoff (1978)
- Flygnivå 450, regia di Torbjörn Axelman (1980)
- Pelle Svanslös (film), regia di Jan Gissberg e Stig Lasseby (1981) - solo voce
- Peter senza coda in Americat, regia di Jan Gissberg e Stig Lasseby (1985) - solo voce
- Fadern, sonen och den helige ande, regia di Marie-Louise De Geer Bergenstråhle (1987)
- Bryllupsfesten, regia di Petter Vennerød e Svend Wam (1989)
- Den hemliga vännen, regia di Marie-Louise De Geer Bergenstråhle (1990)
- Europa, regia di Lars von Trier (1991)
- Den store badedag, regia di Stellan Olsson (1991) - solo voce
- Con le migliori intenzioni (Den goda viljan), regia di Bille August (1992)
- Colpo di fionda (Kådisbellan), regia di Åke Sandgren (1993)
- Det bli'r i familien, regia di Susanne Bier (1994)
- Il Regno (Riget), regia di Lars von Trier (1994)
- Nattbok, regia di Carl Henrik Svenstedt (1995) - solo voce
- Il Regno II (Riget 2), regia di Lars von Trier (1997)

## Doppiatori italiani
Nelle versioni in italiano delle opere in cui ha recitato, Ernst-Hugo Järegård è stato doppiato da:
- Gianni Musy in Europa
- Michele Kalamera in The Kingdom - Il regno

Da doppiatore è sostituito da:
- Glauco Onorato in Peter senza coda